# Grote Prijs van Montréal 2018
De negende editie van de Grote Prijs van Montréal werd verreden op 9 september 2018. De wedstrijd werd verreden over 195,2 kilometer. De ronde maakte onderdeel uit van de UCI World Tour. Titelverdediger was de Italiaan Diego Ulissi die deze editie als zevende eindigde. De koers werd gewonnen door de Australiër Michael Matthews.

## Parcours
De wedstrijd bestond uit 16 ronden op een parcours van 12,2 kilometer lengte, met in elke ronde 283 hoogtemeters. In totaal hadden de renners dus 4528 hoogtemeters voor de kiezen.

## Deelnemende Ploegen
Deze wedstrijd is onderdeel van de UCI World Tour. Worldtourploegen hadden startrecht, geen startplicht. Alle World Tour-teams kozen ervoor om mee te doen. Daarnaast deden er nog drie Pro-Continentale ploegen mee, die eerder die week ook al hadden meegedaan aan de Grote Prijs van Quebec.
| WorldTour                                     | ProContinentaal        |
| --------------------------------------------- | ---------------------- |
| AG2R La Mondiale                              | Canadese Selectie      |
| Astana Pro Team                               | Israel Cycling Academy |
| Bahrain-Merida                                | Rally Cycling          |
| BMC Racing Team                               |                        |
| BORA-hansgrohe                                |                        |
| Team EF Education First-Drapac p/b Cannondale |                        |
| Team Dimension Data                           |                        |
| FDJ                                           |                        |
| Lotto Soudal                                  |                        |
| Mitchelton-Scott                              |                        |
| Movistar Team                                 |                        |
| Quick-Step Floors                             |                        |
| Team Katjoesja Alpecin                        |                        |
| Team LottoNL-Jumbo                            |                        |
| Team Sky                                      |                        |
| Team Sunweb                                   |                        |
| Trek-Segafredo                                |                        |
| UAE Team Emirates                             |                        |

## Uitslag
| Grote Prijs van Montreal 2018 |                      |                     |          |
| Plaats                        | Naam                 | Ploeg               | tijd     |
| Winnaar                       | Michael Matthews     | Team Sunweb         | 5u19'27" |
| 2                             | Sonny Colbrelli      | Bahrain-Merida      | z.t.     |
| 3                             | Greg Van Avermaet    | BMC Racing Team     | z.t.     |
| 4                             | Oliver Naesen        | AG2R La Mondiale    | z.t.     |
| 5                             | Timo Roosen          | Team LottoNL-Jumbo  | z.t.     |
| 6                             | Rui Costa            | UAE Team Emirates   | z.t.     |
| 7                             | Diego Ulissi         | UAE Team Emirates   | z.t.     |
| 8                             | Michael Valgren      | Astana Pro Team     | z.t      |
| 9                             | Patrick Konrad       | BORA-hansgrohe      | z.t.     |
| 10                            | Edvald Boasson Hagen | Team Dimension Data | z.t.     |

2010 · 2011 · 2012 · 2013 · 2014 · 2015 · 2016 · 2017 · 2018 · 2019 · 2020-2021 · 2022 · 2023 · 2024
 Tour Down Under ·
 Great Ocean Road Race ·
 Ronde van Abu Dhabi ·
 Omloop Het Nieuwsblad ·
 Strade Bianche ·
 Parijs-Nice · 
 Tirreno-Adriatico · 
 Milaan-San Remo ·
 Ronde van Catalonië ·
 Gent-Wevelgem ·
 Dwars door Vlaanderen ·
 E3 Harelbeke ·
 Ronde van Vlaanderen ·
 Ronde van het Baskenland ·
 Parijs-Roubaix ·
 Amstel Gold Race ·
 Waalse Pijl ·
 Luik-Bastenaken-Luik ·
 Ronde van Romandië ·
 Eschborn-Frankfurt ·
 Ronde van Italië ·
 Ronde van Californië ·
 Critérium du Dauphiné ·
 Ronde van Zwitserland ·
 Ronde van Frankrijk ·
 RideLondon Classic ·
 Clásica San Sebastián ·
 Ronde van Polen ·
  BinckBank Tour ·
 Ronde van Spanje ·
 EuroEyes Cyclassics ·
 Bretagne Classic ·
 GP van Quebec ·
 GP van Montreal ·
 Ronde van Lombardije ·
 Ronde van Turkije ·
 Ronde van Guangxi